# Јапанска чајна церемонија
Јапанска чајна церемонија, (јап. 茶道, ћадо - пут чаја), је традиционални начин припремања и служења чаја у Јапану у присуству гостију. У чајној церемонији, по правилу, користи се посебна врста зеленог чаја у праху (маћа), која се разликује од чаја предвиђеног за свакодневну употребу. Церемонија обухвата оброк (ћакаисеки) и два служења чаја (коића и усућа), а траје приближно четири сата. Првобитно, чајна церемонија је била привилегија искључиво аристократије, а свој данашњи облик добила је захваљујући зен мајстору Сен но Рикјуу (1522-1591).
Састоји се од окупљања одабраних припадника који разговарају о заједничким интересовањима (обично су теме уметничких предмета, поезије, сликарства итд..) док служење чаја непрекидно траје.
Крајем VII века је зелени чај увезен из Кине, а од XII  века почео је да се пије у јапанским манастирима и великим аристократским кућама владајуће ратничке елите. Чај се првобитно користио као лек, а монаси су га пили да би остали будни током вишечасовних медитација. У XV веку се у Јапану уздиже до религије естетицизма- до теизма (термин који означава све везано за уметност чаја).

### Историјска позадина
Биљка чај пореклом је из Јужне Кине и позната је кинеској ботаници и медицини од најранијих времена. Била је цењена због поседовања својства да отклања умор, усхићује душу, јача вољу и обнавља вид.

#### Школе чаја
У IV и V веку чај постаје омиљени напитак међу становништвом долине Јангцекјанга. Тада је метод пијења чаја био крајње примитиван. Листови су били обарени, издробљени у авану и од њих би био направљен колач, а онда би се кували заједно са пиринчем, ђумбиром, сољу, кором поморанџе, зачинима, млеком, а понекад и луком. Овакав начин прављења чаја се сматра првом чајном школом, и он се до данас задржао међу Тибетанцима и разним монголским племенима који од тих састојака праве необичан сируп.
За време династије Танг чај  креће ка својој финалној идеализацији. Лу Ву написао је прве књиге о чају које су познате јавности. Лу Ву је формулисао чајни законик у свом делу Ча Чинг (Чајно Свето писмо).
За време династије Сунг, практикује се истуцани чај — овако настаје друга чајна школа. Листови би се самлели до ситног праха у малом каменом млину, онда би се у топлој води ударали финим туцалом од расцепљеног бамбуса. Овај нови поступак довео је до неких промена у прибору и избору листова. Многи писци су у својим делима описивали чај и говорили о његовом значају. Јужна школа зена формулисала је сложен чајни ритуал. У Јапану се управо из тог зен ритуала развила чајна церемонија у XV веку.
Након што су Монголи освојили Кину, долази до уништења свих плодова Сунг културе и тако је чај у прашку био потпуно заборављен. За време династије Минг, чај се користио тако што  би се листови потапали у врућу воду  у здели или шољици — ово је означило рођење треће школе чаја.

#### Долазак чаја у Јапан
Јапан је упознао чај у сва три његова раздобља. Чај у прашку у Јапан је пренео монах Еисаи. Како се ширила Јужна школа зена у Јапану, тако се ширио и чајни ритуал. Под патронатом шогуна Ашикаге Јошимасе, чајна церемонија се потпуно развила. У јапанској чајној церемонији види се кулминација чајних идеала. Чај је постао више од идеализације форме пијења, постао је религија умећа живљења.
На неки начин, чајни обред руши две велике теорије уметности које су прожрле Запад и Исток: одбацује индивидуални став о уметности ради уметности- ларпурлартизма (што је био начин гледања Запада); одбацује иконологију или идеје које приказује нека слика (што је био начин Индије и Далеког истока), већ успоставља трећу категорију: имитацију ради старости, због тога што је то био начин предака, а у њих се не сме сумњати.
Дуга изолација Јапана веома је погодовала развитку теизма. Он је, у суштини, поштовање несавршености. Каже се да у човеку „нема чаја” када је неосетљив на озбиљно-комичне ствари. Такође, за човека који, упркос светској традицији, раскалашно ослобађа своје емоције, каже се да има „превише чаја” у себи.

### Чајна соба
Чајна соба је најчешће колиба која оставља утисак поносног сиромаштва. Улаз у собу је низак. Самураји и ратници одлагали су своје оружје при уласку у собу, и то је сиболизовало одбацивање агресивности и ега, јер су у току чајног обреда сви једнаки. Чајна соба назива се ћашицу, што значи боравиште илузије. Она има за циљ да удоми поетски и духовни импулс. Лишена је украса и детаља осим оних за нужну употребу или неку естетску потребу. Понекад се у њу стављају недовршене ствари да би их људска машта употпунила. Сен но Соекија први је креирао независну чајну собу. Он је познатији по свом каснијем имену Рикју. Рикју је један од најпознатијих мајстора чаја XVI века.
У почетку чајне собе биле су делови гостињских соба, одвојени параванима. Одвојени део називао се какои. Тај назив се и данас задржао за чајне собе које се граде у оквиру куће и немају независну конструкцију.
Чајна соба се састоји од:
- предсобља (мизуја) — овде се чајно посуђе припрема и пере,
- степеништа (маћиаи) — гости чекају позив да уђу у чајну собу,
- вртне стазе (рођи) — повезују степенште са чајном собом, и
- праве чајне собе — урађена је тако да се у њу може сместити не више од пет особа.

Изглед чајне собе не сме да буде упечатљив. Ако се гради засебно, углавном је мања и од најмањих јапанских кућа. Материјал од којег је изграђена одише сиромаштвом. Ипак изглед чајне собе, плод је дубоке уметничке промишљености. Детаљима је понекада посвећено више пажње него код оних који припадају богатим палатама и храмовима. Због захтевног избора материјала и израде која подразумева велику прецизност и труд, једна чајна соба понекада може бити скупља и од целе породичне куће.

### Мајстори чаја
Правилно изведена чајна церемонија је превођена мајстором чаја. Мајстори чаја су сматрали да уметност могу поштовати само они који јој омогућавају да врши живи утицај, и зато су и сами  тежили уређењу властитог окружења и свакодневног живота по високим мерилима префињености, која су владала и у чајној соби. У свим ситуацијама требало је да чува спокојство ума, а разговор вођен тако да не наруши склад околине. Сама одећа, њен крој и боја, држање тела и покрети су могли постати изрази уметничке особености. И заиста, многоструки су били утицаји мајстора чаја на уметност. Унели су потпуни преокрет у класично грађевинарство и украшавање ентеријера, успоставили су нови стил по којем су чак били грађени дворци и манастири после XVI века.

#### Кобори Еншу
Кобори Еншу је оставио значајне примере своје генијалности у царској вили Катсуре, замковима Нагоја и Ниђо, као и у манастиру Кохоан. Да није било мајстора чаја, грнчарство се никада не би у толикој мери развило, јер су они сматрали да је управо посуђе и његова израда израз довитљивости керамичара. „Седам Еншуових пећи“ су најпознатија грнчарска достигнућа. Такође, све прослављене вртове су они направили. Чак су и фабрике текстила некад носили имена неких познатих мајстора чаја, који су им осмислили боје или шару, а о сликарству и утицају на њега је сувишно и причати.

#### Сен но Рикју
Сен но Рикју, познатији само као Рикју, био је човек који је имао највише утицаја на чајну церемонију. Био је, такође, први који је охрабрио увођење виших особина у чајне церемоније, као што су једноставност, дирекција у приласку истој и искреност. Године 1579. је постао мајстор чаја Оде Нобунаге, а остао је ту и када је Тојотоми Хидејоши дошао на власт, 1582. године.